# Achille Idol immortale
Achille Idol-Immortale è il primo album in studio del cantautore e rapper italiano Achille Lauro, pubblicato in free download sulla pagina ufficiale dell'etichetta discografica Roccia Music il 27 febbraio 2014 con la quale il cantautore romano aveva da poco firmato il contratto.

## Il disco
Il disco è caratterizzato da alcuni elementi peculiari che lo resero alla sua uscita oggetto di attenzioni, critiche e interesse da parte della scena hip hop italiana; ad esempio, ogni traccia alla sua conclusione presenta un "paragrafo" di un immaginario vangelo che raccoglie i pensieri dell'artista riguardo alla vita, spesso inerenti alla traccia appena ascoltata. Fra i featuring presenti nel disco compaiono i rapper come Marracash, Noyz Narcos e Gemitaiz mentre tra i produttori è presente Night Skinny, tra i primi a notare il talento di Lauro e a collaborare con lui.

## Tracce
1. Dio disse – 2:04
2. G – 3:37
3. Contromano – 3:39
4. Tu che ne sai – 2:56
5. Real Royal Street Rap (feat. Marracash & Ackeejuice Rockers) – 3:50
6. Scelgo le stelle (feat. Coez) – 5:30
7. Las Vegas (feat. Nigga Dium) – 3:17
8. Ghost – 4:44
9. Lost for life – 4:28
10. No Twitter – 3:42
11. Nessuno (feat. Gemitaiz) – 4:31
12. Groupie – 3:10
13. Drink lungo (feat. Read, E. Caputo) – 4:02
14. Santana (Remake) – 2:41
15. Insalatiera (feat. Noyz Narcos) – 4:07
16. Rich Forever (remake) (feat. Sonia Margot) – 4:12
17. Macedonia freestyle – 2:22

Tracce presenti nell'edizione deluxe
1. Bear Grylls – 2:32
2. Pantaloni verdi (feat. Rasty Kilo) – 3:53
3. Superquark – 3:08
4. Trainspotting – 2:04
5. Motorini RMX (feat. Simon P) – 2:52
6. Santana pt.2 (Bonus track) – 4:05

## Formazione
Musicisti
- Achille Lauro – voce
- Marracash – voce aggiuntiva (traccia 5)
- Coez– voce aggiuntiva (traccia 6)
- Nigga Dium – voce aggiuntiva (traccia 7)
- Gemitaiz – voce aggiuntiva (traccia 11)
- Read, E. Caputo – voci aggiuntive (traccia 13)
- Noyz Narcos – voce aggiuntiva (traccia 15)
- Sonia Margot – voce aggiuntiva (traccia 16)

Produzione
- Boss Doms – produzione, missaggio, mastering ed editing